# Brejões
Brejões là một đô thị thuộc bang Bahia, Brasil. Đô thị này có diện tích 481,292 km², dân số năm 2007 là 12665 người, mật độ 26,31 người/km².